# Албери Маритати (Козенца)
Албери Маритати (итал. Alberi Maritati) је насеље у Италији у округу Козенца, региону Калабрија.
Према процени из 2011. у насељу је живело 20 становника. Насеље се налази на надморској висини од 412 м.